# 阿賈姆卡

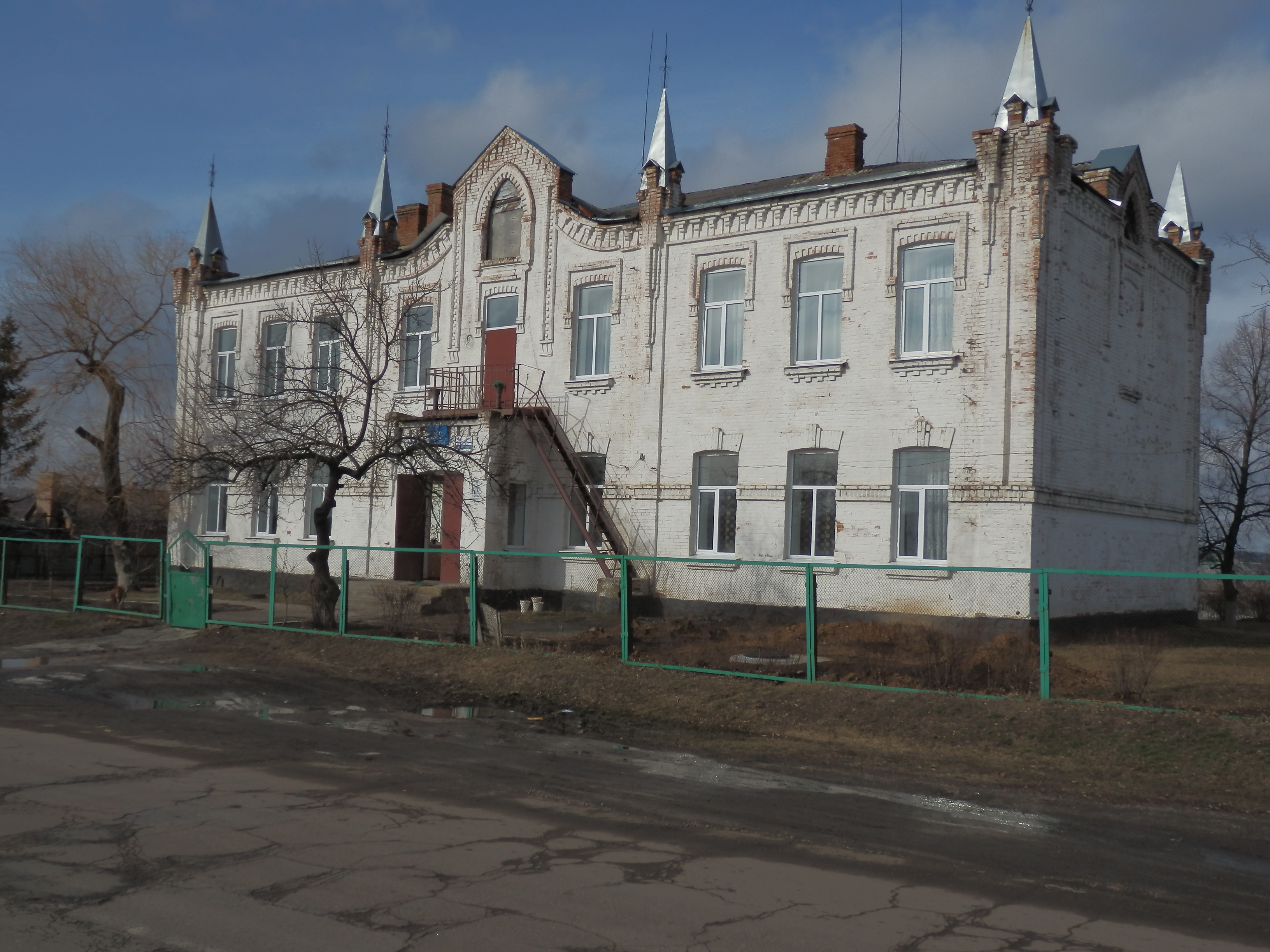
幼儿园

阿贾姆卡（羅馬化：Adzhamka）是烏克蘭中部基洛夫格勒州克罗皮夫尼茨基区阿贾姆卡市镇内的村落及其行政中心。面積1.34平方公里，海拔高度112米，2022年人口4,000，人口密度每平方公里2,994.8人。